# Katsuya Nakano
Katsuya Nakano (japanisch 中野 克哉 Nakano Katsuya; * 13. September 1996 in Nara) ist ein japanischer Fußballspieler.

## Karriere
Nakano erlernte das Fußballspielen in der Schulmannschaft der Kyoto Tachibana High School und der Universitätsmannschaft der Kwansei-Gakuin-Universität. Seinen ersten Vertrag unterschrieb er 2019 beim Kyoto Sanga FC. Der Verein spielte in der zweithöchsten Liga des Landes, der J2 League. Mit dem Verein aus Kyōto feierte er Ende 2021 die Vizemeisterschaft und den Aufstieg in die erste Liga. Nach dem Aufstieg und 33 Zweitligaspielen wechselte er im Januar 2022 zum Zweitligisten FC Ryūkyū. Am Ende der Saison 2022 belegte Ryūkyū den vorletzten Tabellenplatz und musste in die dritte Liga absteigen. Nach zwei Spielzeiten, in denen er 67 Ligaspiele bestritt, wechselte er im Januar 2024 zu Ōmiya Ardija. Am Ende der Saison 2024 feierte er mit dem Verein die Drittligameisterschaft und den Aufstieg in die zweite Liga.

## Erfolge
Kyoto Sanga FC
- Japanischer Zweitligavizemeister: 2021  ▲

Ōmiya Ardija
- Japanischer Drittligameister: 2024  ▲